# 福岡県立筑前高等学校
福岡県立筑前高等学校（ふくおかけんりつ ちくぜんこうとうがっこう）は、福岡県福岡市西区千里に位置する公立高等学校。

## 校風
- 学区内の学校の中でも比較的服装や時間など規則に厳しい。「外見から成績を変える」方針[要出典]。
- 「生きる希望　学ぶ喜び」を校訓として掲げている。
- 福岡県内の高校では数少ない、「福岡県民体操」を体育の授業の前の準備体操として採用している。体育祭でも一つのプログラムとして行われている。

## 沿革

### 年表
- 1979年（昭和54年）11月1日 - 学校設置のための準備室を設置（この日を創立記念日としている）。
- 1980年（昭和55年）4月1日 - 新年度より開校、学校教育開始。

## 教育組織
- 普通科
- 普通科のみであるが、新入生テストの結果によって特進クラスがつくられる。

## 教育方針

### 校歌
- 作詞: 丸山豊
- 作曲: 森脇憲三

### 教育方針
1. 独立・自主の精神を育成する。
2. 敬愛・協力の学園を創造する。
3. 報恩・感謝の態度を養成する。

## 学校行事
| 月   | 行事 |
| ---- | --- |
| 1月  | - 予餞会 - 体育館で行われる。 |
| 2月  | - マラソン大会 - 高低差の大きい山の道約8kmを走る。走り終わった生徒にPTAから豚汁とおにぎり（かしわもしくは白おにぎり）が提供される。 - 平成27年度より廃止になった。 |
| 3月  | - 卒業式 - 春季クラスマッチ - 1・2年生限定。学年により競技が異なる。 |
| 4月  | - 入学式 - 体験学習 - 1年生のみ。福岡県立社会教育総合センターにて。 - 遠足 - 3年生は太宰府、2年生は能古島アイランドパークが通例だが、行き先が異なる場合もある。 - 生徒総会 - 予算案などを新生徒会が生徒に発表し、承認を受ける。その後その年の筑前祭の内容発表。 |
| 6月  | - 筑前祭 - 文化祭。文化系部活と各クラスが数週間の準備期間を経て作り上げる。内容としては入場門、中庭展示、教室、特別教室での展示、体育館でのステージ発表。生徒発表の他、PTAによるバザーなども開かれる。 |
| 7月  | - 夏季クラスマッチ - クラスごとに総当たり及びトーナメントで行うスポーツ大会。1・2年生と3年生で競技内容が異なる。 |
| 9月  | - 体育祭 - 夏休み前から準備されて9月から発表される。入場行進、県民体操なども得点に入れるなど、校風が伺われる。赤青黄白の4ブロックに対抗されて行われる。応援団員十数名によってブロックを牽引していく。競技としては通常の徒競走や綱引き棒引きなどの他、タンブリング（組体操。男子全員。団員が内容を決める）、創作ダンス（女子全員。ダンス委員が内容を決める。）、バックボード（選抜された委員によって制作される大型パネル。選手席の後ろに貼る）、応援合戦（応援団員による舞と、パネルと歌による演技）がある。 |
| 10月 | - 修学旅行 3泊5日 - 体験入学 - 中学生が体験入学に訪れる。生徒会や部活動などが学校を紹介する。 |
| 11月 | - 創立記念日 - この日には生徒教師全員で芸術鑑賞を行う。年によって行うものは違うが予算は同じ。 |

## 通学手段など
生徒の主な通学手段
- 鉄道：JR筑肥線周船寺駅から徒歩で約20分かかるため、電車通学の生徒の多くが駅から学校までは自転車を利用している。
- バス：昭和バス

最寄りの鉄道駅
- JR九州 筑肥線「周船寺駅」より徒歩18分

最寄りのバス停
- 昭和バス「筑前高校入口」バス停

最寄りの道路
- 福岡県道56号福岡早良大野城線

## 通学区
第六学区に含まれる。
- 福岡市のうち以下の地域
  - 中央区のうち、警固、舞鶴、当仁、友泉、城西中学校の校区
  - 南区のうち長丘中学校の校区（ただし、長丘二丁目1番～12番・15番～21番、平和四丁目を除く）
  - 城南区
  - 早良区
  - 西区
- 糸島市

## 事故・訴訟
2003年9月、同高在籍3年生男子生徒が騎馬戦に騎手として出場。競技中に地面に落下、首を骨折した事による下半身不随状態となった。
- 2004年7月、被害男性は身体障害者手帳（1級）の交付を受けた。
- 2013年7月、被害男性が県に対し「事前にリハーサルや競技の危険性を周知するなどしていなかった」と主張、計約２億９千万円の損害賠償を求める訴訟を福岡地裁 （永井裕之裁判長） に起こした[2]。約9800万円の逸失利益の他、約8600万円の介護費などを認定する判決。
- 2015年3月3日、同地裁（同裁判長）は県に対し約2億円の支払いを命じる判決。約9800万円の逸失利益の他、約8600万円の介護費などを認定する判決[3][2]。

「行政判例研究 (465)750 県立高校の運動会での騎馬戦において生徒が重傷を負った事故につき安全配慮義務違反が認められた事例(平成11.9.2福岡地裁判決)」鈴木庸夫（著） 自治研究 2002年6月出版

## 著名な出身者
- 椎名林檎（シンガーソングライター、中退）
- 山口勝平（声優）
- 山内恵介（演歌歌手）
- 前田悠佑（サッカー選手）
- 須田邦裕（俳優）
- 宮田大輔（漫画家）
- マグ万平 (お笑い芸人)
- 前田鮎花（アイドル、中退）
- 南鉄平（フリーアナウンサー)
- 野田部宏子（ボートレーサー）
- 三木弘（旭化成陸上部ヘッドコーチ）[4]